# Carlos Toledo Plata
Carlos Francisco Toledo Plata (Zapatoca, Santander, 13 de diciembre de 1932-Bucaramanga, Santander, 10 de agosto de 1984) fue un médico traumatólogo, político y guerrillero colombiano. Fue cofundador de la guerrilla Movimiento 19 de abril (M-19).

## Biografía
Hijo de Ángel Miguel Toledo y Virginia Plata. Realizó estudios primarios en Zapatoca y secundarios en el Colegio Universitario del Socorro. Su carrera de medicina la estudió en la Universidad de Buenos Aires. En 1952 llegó especializarse en traumatología en Buenos Aires, Argentina, donde se familiarizó con el peronismo y se unió al grupo peronista de izquierda Montoneros. Fue profesor en el Departamento de Ciencias Clínicas de la Facultad de Salud de la Universidad Industrial de Santander.

### Carrera política
En su carrera política fue representante al concejo de Bucaramanga y varios municipios de Santander, diputado de la asamblea municipal y representante a la cámara por el movimiento Alianza Nacional Popular (Anapo), que era dirigida por el general Gustavo Rojas Pinilla, a quien Toledo Plata veía como un líder popular similar a Juan Domingo Perón, a quien admiraba. Toledo fue cofundador de la Anapo Socialista luego de que Rojas perdiese fraudulentamente las elecciones presidenciales del 19 de abril de 1970. En estas elecciones de 1970 fue reelegido por segunda vez como Representante a la Cámara. Para 1970 fundó la Clínica Santander como contrapeso a las altas tarifas de las clínicas de Bucaramanga y a los malos servicios del naciente Hospital Universitario Ramón González Valencia, además del Centro Médico Popular.
En 1973 fundó el Centro de Rehabilitación Infantil San Juan Bautista para niños lisiados. Fundó el Centro Santandereano para el Estudio de la Cultura Autóctona y el Centro Médico Popular de Piedecuesta (Santander). Toledo ayudó a planear, proyectar y construir un conjunto de 262 viviendas sin sistema de Unidad de Poder Adquisitivo Constante (UPAC) en Bucaramanga que lleva su nombre; las viviendas fueron entregadas el día 24 de diciembre de 1985.

### Militancia en el M-19
Toledo Plata fue cofundador del M-19 tras el supuesto fraude de las elecciones del 19 de abril de 1970. Su destape como dirigente del M-19 se produjo en 1979 a raíz del robo de las armas del Cantón Norte. Usando un pasaporte falso que lo identificaba como "Carlos Zamora" ciudadano español emigró a Ecuador y luego a México y Nicaragua. Durante la Toma de la embajada de la República Dominicana, Toledo se encontraba en Cuba y se trasladó a Panamá.
En diciembre de 1979, Carlos Toledo Plata, brindo una entrevista al diario español El País, hablando sobre su historia dentro de la organización, motivaciones y experiencias en su lucha contra el estado colombiano.
En febrero de 1981, el M-19 intentó una invasión por el Chocó, dirigida por Toledo y Helmer Marín dirigiéndose hacia Tumaco y la columna de Toledo, al enfrentarse con el Ejército Nacional de Colombia, debió replegarse hacia Ecuador con la ayuda de la reportera española María Martín usando un pasaporte español falso. En Ecuador trató de conseguir asilo político, pero fue detenido y entregado al Ejército colombiano en compañía de Rosemberg Pabón.
Después de un consejo y juicio verbal de guerra, Toledo y un centenar de guerrilleros fueron condenados y encarcelados en cárcel La Picota de Bogotá hasta fines de 1982 cuando salió libre en virtud de la Ley de Amnistía del gobierno de Belisario Betancur (1982-1986), y se reintegró a la vida civil.

## Asesinato
Toledo Plata fue asesinado en la mañana del 10 de agosto de 1984 por dos sicarios que lo esperaron en una moto fuera de su casa, fue después de haber recibido la amnistía del gobierno de Belisario Betancur. cuando iba a trabajar como jefe de traumatología en el hospital San Juan de Dios en Bucaramanga.
El gobierno señaló a otros grupos guerrilleros y comunistas como responsables, argumentando que estos se oponían al proceso de paz. Como retaliación, un comando del M-19, lanzó un ataque a Yumbo (Valle del Cauca), donde quemaron la Alcaldía y trataron de tomarse el cuartel de la policía mientras arengaban a la población.A pesar de estos hechos el gobierno decidió continuar con las negociaciones con el M-19 y firmaron los acuerdos de Corinto, Hobo y Medellín, el 24 de agosto de 1984.
Su hijo Carlos Francisco Toledo Florez fue candidato a la Alcaldía de Bucaramanga en 2019.

## Menciones
Un colegio en Bucaramanga lleva su nombre, al igual que un barrio y una Junta de Acción Comunal en Cúcuta. Se han realizado actos de homenaje y memoria. Un trapo de la barra Fortaleza Leoparda Sur del Atlético Bucaramanga lleva su nombre.

## Obras
- Prólogo en “El camino del triunfo: Jaime Bateman”, informe a la VIII Conferencia Nacional del M-19, Bogotá, 1982.[24]